# Pepelaxtla
Pepelaxtla är en ort i Mexiko.   Den ligger i kommunen Xochimilco och delstaten Distrito Federal, i den sydöstra delen av landet, 23 km söder om huvudstaden Mexico City. Pepelaxtla ligger 2 418 meter över havet och antalet invånare är 153.
Terrängen runt Pepelaxtla är kuperad åt sydväst, men åt nordost är den platt. Runt Pepelaxtla är det mycket tätbefolkat, med 2 431 invånare per kvadratkilometer. Närmaste större samhälle är Iztapalapa, 16,3 km norr om Pepelaxtla. I omgivningarna runt Pepelaxtla växer huvudsakligen savannskog.